# 상 (광학)
상(像) 또는 이미지(image)는 렌즈나 거울 등을 사용한 광학계를 통하여 스크린에 뚜렷하게 맺히는 물체의 형상을 말한다. 광학계를 통하여 진행하는 빛이 모이는 점을 상점(image point)이라고 한다. 축대칭 단일 렌즈 광학계에서 상은 한 초점에서 모인다. 빛이 잘 모이는 경우 '상이 맺혔다' 혹은 결상(結像)이라고 표현한다. 상과 광학계의 거리를 초점거리라고 한다.
실제 빛의 경로상에 있는 상을 실상이라고 하고, 가상의 경로상에 있는 상을 허상이라고 한다.

## 실상
실상은 광학계에서 실제로 진행하는 광선이 모여 맺은 상이다. 실상은 실제로 진행하는 광선이 모여 맺은 상이므로, 실상을 통하여 진행하는 광선을 다른 광학계에서도 사용할 수 있다. 실상을 이루는 광선은 광학계를 통과할 때 수렴하는 형태로 나타난다. 오목 거울이나 볼록 렌즈에서 상은 언제나 실상이 맺힌다.

## 허상
허상은 광학계에서 실제로 진행하지 않는 광선이 모여 맺은 상이다. 상점으로부터 퍼져나가는 반직선 광선을 반대방향으로 연장한 가상의 광선으로 맺은 상이다. 평면 거울에서 맺힌 상이나, 볼록 거울에서 맺힌 상, 오목 렌즈에서 맺힌 상은 허상이다.
허상은 실제로 진행하는 빛이 만든 상이 아니기 때문에 다른 광학계를 이어 붙일 수 없다.

## 같이 보기
- 영상
- 이미지
- 렌즈
- 거울
- 초점 (광학)
- 초점
- 상